# Вогнівка пирійна бура
Вогнівка пирійна бура (Pediasia jucundellus) — вид лускокрилих комах родини вогнівок-трав'янок (Crambidae).

## Поширення
Вид поширений на Балканах, в Україні, Росії та Центральній Азії.

## Опис
Розмах крил близько 25 мм. Передні крила з поперечною смужкою. Обидві пари крил без білих із сріблястим відтінком смуг. Світліша частина передніх крил білувата. Задні крила без поперечної лінії або смужки, іноді лише з більш темним забарвленням вздовж зовнішнього краю. Гусениці останніх віків до 20-25 мм завдовжки, рожевуваті. Голова, передньогрудний щиток і бляшки на тілі коричневі.